# یواس‌اس وینونا (۱۸۶۱)
یواس‌اس وینونا (۱۸۶۱) (به انگلیسی: USS Winona (1861)) یک کشتی بود که طول آن ۱۵۸ فوت (۴۸ متر) بود. این کشتی در سال ۱۸۶۱ ساخته شد.